# Los Bravos
Los Bravos var en spansk popgrupp som bildades år 1965. 
Under denna tid var det ovanligt med andra än engelska eller amerikanska popgrupper på hitlistorna. Men Los Bravos lyckades ta sig in både på de europeiska och amerikanska listorna 1966 med låten "Black Is Black" då brittiska vågen (british invasion) pågick för fullt. "Black Is Black" blev också en populär cover. Los Bravos fick en till stor hitlåt i England samma år som hette "I Don't Care". De hade 1968 en sista listplacering i USA med "Bring a Little Lovin' " som först hade spelats in som demo av The Easybeats. Låten nådde plats 51 på Billboard-listan, men sedan försvann gruppen från rampljuset.
- Bandets ena gitarrist, Germán Pérez, blev 1980 känd i Sverige genom sin roll som Jose i filmen Sällskapsresan av och med Lasse Åberg.

## Diskografi
- 1966 – Los Bravos
- 1967 – Los chicos con las chicas
- 1968 – Dame un poco de amor
- 1969 – Ilustrísimos Bravos
- 1986 – Los Bravos Forever
- 2006 – Midnight Storm
- 2011 – Camden